# André Marques
André Almeida Sousa Marques (Niterói, 24 de septiembre de 1979) es un actor, DJ y presentador de televisión brasileño. Entre 1998 y 1999, fue el protagonista de la 5.ª temporada de la serie adolescente Malhação, conocida también como Malhação o Malhação En vivo, donde hizo pareja romántica con Juliana Baroni.

## Biografía
Comenzó su carrera de actor de televisión en la serie de la Red Globo, Malhação, durante más de cinco años en el programa.
En 2001 fue presentador del Vídeo Show, programa de variedades de la Red Globo, sustituyéndo a Márcio García, que anteriormente había suplido a Miguel Falabella. En 2009, él, Geovanna Tominaga, Luigi Baricelli y Fiorella Mattheis, se reunieron, transmitiendo el programa en vivo. Ha presentado el Día de Brasil en New York en el Brazilian Day.
El día 3 de julio de 2009 André tuvo la confirmación de tener gripe porcina. La causa más probable es que el actor haya contraído el virus H1N1 después de grabar una escena para el programa Estrellas en Argentina.
En la 20.ª temporada de Malhação, André Marqués volvió a interpretar su antiguo personaje, Mocotó, que había hecho durante las 6 primeras temporadas.
En 2014, quedó al frente del programa musical SuperStar en la Red Globo, al lado de Fernanda Lima.
En septiembre de 2014, se llevó el premio del Super jefe en el programa Mais Você de Ana Maria Braga, ganando 50 mil reales, quedando en segundo lugar la actriz Paula Barbosa y en tercero el actor Thiago Mendonza. (André al final del programa en vivo, dijo que donaría parte de su premio, 5 mil al tercer lugar, que no ganaría premio, y 5 mil al ya eliminado, el actor Fábio Lago, con quien hizo mancuerna durante el programa y fue eliminado en los votos del público). Se reveló como un gran conocedor de la culinaria, recibiendo siempre elogios de los jurados.
En enero de 2017 sustituyó al presentador Tiago Leifert en la segunda temporada del "The Voice Kids".

### Vida personal
André Marques se hizo una gastroplastia para reducir de peso. El actor y presentador, antes de la cirugía, pesaba 158 kg. Actualmente pesa 102 kg, con una pérdida total de 56 kg.
El presentador hizo un intercambio durante su época universitaria a Bélgica. La universidad de destino de André Marques fue la Universidad Católica de la Lovaina localizada en Ottignies-Louvain-la-Neuve, muy conocida por ser también destino de otras personalidades singulares.
Tuvo un noviazgocon la actriz Fernanda Vasconcellos, y se comprometieron, pero la relación terminó en 2008.

### Memes en el internet brasileño
En 2010, asistentes a una fiesta en Jurerê Internacional, en Florianópolis, Santa Catarina, grabaron André Marques como DJ en la fiesta. El vídeo se hizo popular a causa de las muecas de André y, en 2015, el usuario del YouTube, "eduardobm", subió el vídeo "DJ André Marques Manda AQUELE En vivo", que se consiste en las imágenes que tomaron los asistentes de la fiesta hicieron, sin embargo, con el áudio sustituido por canciones de funk carioca.

## Carrera

### Televisión

#### Como presentador
| Año             | Título                         | Emisora   |
| --------------- | ------------------------------ | --------- |
| 2000 - 2013     | Video Show                     | Red Globo |
| 2003 - 2012     | Video Show Retrô               | Red Globo |
| 2006 - 2008     | Brazilian Day                  | Red Globo |
| 2008 - 2011     | Festival de Verano de Salvador | Red Globo |
| 2012            | Video Juego Verano             | Red Globo |
| 2013            | Niño Esperanza                 | Red Globo |
| 2014 - 2015     | SuperStar                      | Red Globo |
| 2014 - presente | Más Usted (eventual)           | Red Globo |
| 2015 - presente | ES de Casa                     | Red Globo |
| 2017 - presente | The Voice Kids                 | Red Globo |

#### Como actor
| Año         | Título                            | Personaje                   | Emisora   |
| ----------- | --------------------------------- | --------------------------- | --------- |
| 1995        | Malhação 1995                     | Alexandre Ferreira (Mocotó) | Red Globo |
| 1996 - 1997 | Malhação 1996                     | Alexandre Ferreira (Mocotó) | Red Globo |
| 1997 - 1998 | Malhação 1997                     | Alexandre Ferreira (Mocotó) | Red Globo |
| 1997        | Casseta & Planeta, Urgente!       | Bussunda (Joven)            | Red Globo |
| 1997        | Alice en el País de la Música     | Entregador de Pizza         | Red Globo |
| 1998        | Usted Decide                      | Pedro                       | Red Globo |
| 1998        | Malhação 1998                     | Alexandre Ferreira (Mocotó) | Red Globo |
| 1998 - 1999 | Malhação.con                      | Alexandre Ferreira (Mocotó) | Red Globo |
| 1999        | Malhação 1999                     | Alexandre Ferreira (Mocotó) | Red Globo |
| 2001        | Sale de Bajo                      | Kiko                        | Red Globo |
| 2009        | Xuxa Especial de Navidad          | Detective Jingle            | Red Globo |
| 2012        | Malhação 2012                     | Alexandre Ferreira (Mocotó) | Red Globo |
| 2013        | Sangre Buena                      | Él aún                      | Red Globo |
| 2014        | Super Chef Celebridades           | Él Aún                      | Red Globo |
| 2015        | Tá en el Aire: la TELE en la TELE | Mocotovius                  | Red Globo |

### Cine
| Año  | Título                                                | Personaje     |
| ---- | ----------------------------------------------------- | ------------- |
| 2004 | Un Show de Verano                                     | Cássio        |
| 2009 | Xuxa y el Misterio de Feiurinha                       | Edson         |
| 2015 | "Hasta que la Suerte nos Separe 3: La Falencia Final" | André Marques |